# Malezja na Letnich Igrzyskach Olimpijskich 1964
Malezję na Letnich Igrzyskach Olimpijskich 1964 reprezentowało 61 zawodników. Reprezentacja Malezji nie zdobyła żadnego medalu.